# Mezium sulcatum
Mezium sulcatum là một loài bọ cánh cứng trong họ Ptinidae. Loài này được Fabricius miêu tả khoa học năm 1781.